# Герб Загреба

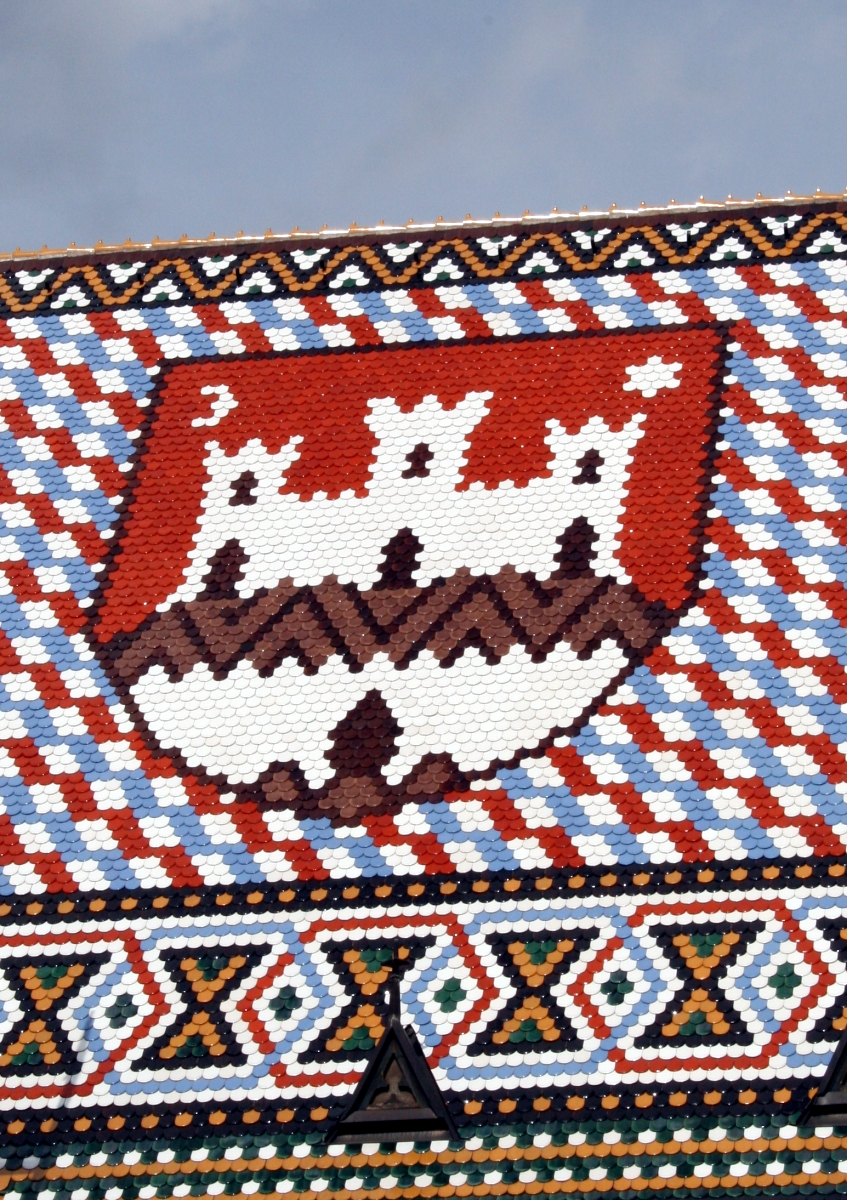
Герб міста на даху Церкви Святого Марка (герб із червоним полем)

Герб Загреба - офіційний символ міста Загреб, столиці Хорватії.

## Опис
На гербі міста зображений білий (геральдично срібний) замок, що стоїть на зеленому пагорбі, з трьома вежами і відкритими жовтими (геральдично золотими) воротами. У верхньому правому кутку розташована жовта (золота) шестикутна зірка, а у верхньому лівому — білий (срібний) півмісяць . Блакитний колір уособлює свободу, зелений – відродження, білий – справедливість. Розкриті ворота означають гостинність .

## Історія
Загребський герб заснований на гербі Градеця, відомого з XIII ст. Герб був аналогічний до сучасного, проте поле щита було червоним. Після утворення Загреба в 1850 його гербом був затверджений герб Градеця, в 1896 колір поля щита був змінений на синій . У 1947-1964 роках міська корона на гербі була відсутня, вона була замінена червоною п'ятикутною зіркою . У 1999 році було затверджено сучасний герб .